# HD 52603
HD 52603，又名CP-55 1116，SAO 234826、HR 2634，是一颗恒星，视星等为6.27，位于銀經265.81，銀緯-21.16，其B1900.0坐标为赤經6h 56m 42.6s，赤緯-55° -21.16′ 17″。